# Kim Rasmussen
Kim Rasmussen (n. 22 septembrie 1972) este un antrenor danez de handbal care a pregătit pe Rapid București. Anterior, el a antrenat în România și pe CSM București, cu care a câștigat Liga Campionilor EHF în sezonul 2015-2016, precum și pe Gloria Bistrița.

## Cariera de antrenor

### Echipe de club
Rasmussen și-a început cariera ca antrenor pentru juniori în 1990. A antrenat apoi timp de opt ani echipa daneză de club Lyngby HK. Ulterior a preluat echipa masculină suedeză Stavsten IF, iar din sezonul 2010/11 a devenit antrenorul echipei feminine daneze Roskilde Håndbold. Începând din 22 septembrie 2015, Kim Rasmussen a antrenat echipa feminină românească CSM București, înlocuind-o Mette Klit. În anul 2023 a antrenat Rapid București.

### Echipe naționale
Rasmussen a fost numit, pe 25 iunie 2010, antrenor principal al selecționatei naționale feminine a Poloniei, pe care a calificat-o apoi la Campionatul Mondial din 2013, după ce a învins Suedia în meciurile de baraj. În timpul campionatului din Serbia, el a condus Polonia până în semifinale, după ce a învins  Franța cu 22–21 în sferturile de finală. Polonia a terminat campionatul pe un surprinzător loc patru, fiind învinsă cu 30–26 în meciul pentru medalia de bronz de către echipa Danemarcei.

## Palmares
- Liga Campionilor EHF:
  -  Câștigător: 2016

- Liga Națională:
  -  Câștigător: 2016

## Distincții
În 2016 i s-a decernat titlul de cetățean de onoare al municipiului București.